# Шкляревский, Павел Петрович
Па́вел Петро́вич Шкляре́вский (15 [27] января 1806, Лубны, Полтавская губерния — 10 [22] июня 1830, Дерпт, Лифляндская губерния) — российский писатель, поэт и переводчик. 

## Биография
Павел Петрович Шкляревский родился 15 (27) января 1806 года в Лубнах Полтавской губернии, Российская империя, в семье священника. 
В 1823—1827 годах учился в 3-й гимназии в Санкт-Петербурге. В 1827 году поступил на философско-юридический факультет Санкт-Петербургского университета; в 1828 году в числе лучших учеников был направлен в Профессорский институт при Дерптском университете. 
Павел Петрович Шкляревский умер 10 (22) июня 1830 года в Дерпте, Лифляндская губерния, от чахотки.

## Литературная деятельность
Известны переводы Шкляревского как античных поэтов (Горация[уточнить]), так и поэтов Нового времени (Байрона, Вальтера Скотта, Шиллера, Гёте, Клопштока и других). Обращал на себя внимание исследователей «Плач Ярославны» — поэтическое переложение отрывка из «Слова о полку Игореве». Писал и оригинальные стихотворения: «К Богу», «К другу», «На новый год», «К товарищам» и другие. 
Печатался с 1823 года. Сборник стихотворений и переводов был издан в Санкт-Петербурге в 1831 году соучеником Шкляревского Михаилом Куторгой, впоследствии известным историком-эллинистом.
Некоторые переводы П. Шкляревского переиздавались на протяжении XIX века; оригинальные стихотворения и вольные переводы включены в сборник «Поэты 1820—1830-х годов» (том 1, 1972, серия «Библиотека поэта»).